# Prémio Blitz
O Prémio Blitz (também conhecido como BLITZ Prémio de Música, Prémios Blitz ou Prémios de Música Blitz) foi um galardão instituído em Portugal pela publicação periódica especializada em música e cultura popular Blitz (publicada regularmente de 1984 a 2017). O prémio, criado em 1994, foi atribuído entre 1994 e 2001 - com exceção para o ano de 1998 -,  distinguindo músicos e bandas, nacionais e internacionais.

## Categorias
(Nacional e Internacional)
- Revelação
- Voz Feminina
- Voz Masculina
- Artista do ano
- Álbum do ano
- Grupo do ano
- Prémio Carreira

## Premiados e nomeados

### Revelação nacional
| Ano  | Vencedores       | Nomeados                                                                      |
| ---- | ---------------- | ----------------------------------------------------------------------------- |
| 1994 | Pedro Abrunhosa  | - Ala dos Namorados - Black Company - Da Weasel - Underground Sound of Lisbon |
| 1995 | Kussondulola     | - Blackout - Cool Hipnoise - Gaiteiros de Lisboa - Ithaka                     |
| 1996 | Primitive Reason | - Clã - Danças Ocultas - Isabel Silvestre - Sara Tavares                      |
| 1997 | Ornatos Violeta  | - Blasted Mechanism - João Afonso - Mind da Gap - Tim Tim Por Tim Tum         |
| 1999 | Mafalda Arnauth  | - Corvos - Hands on Approach - Nuno Guerreiro - Raindogs                      |
| 2000 | Coldfinger       | - Blunder - Eye - Stealing Orchestra - Um Zero Amarelo                        |
| 2001 | WrayGunn         |                                                                               |

### Voz Feminina Nacional
| Ano  | Vencedoras       | Nomeadas                                                    |
| ---- | ---------------- | ----------------------------------------------------------- |
| 1994 | Teresa Salgueiro | - Amélia Muge - Né Ladeiras - Sílvia Benedito - Xana        |
| 1995 | Teresa Salgueiro | - Dulce Pontes - Kika Santos - Maria João - Viviane         |
| 1996 | Maria João       | - Ana Deus - Dulce Pontes - Isabel Silvestre - Sara Tavares |
| 1997 | Manuela Azevedo  | - Marta Dias - Né Ladeiras - Teresa Salgueiro - Viviane     |
| 1999 | Maria João       | - Dulce Pontes - Mafalda Arnauth - Mísia - Sara Tavares     |
| 2000 | Manuela Azevedo  | - Isabel Silvestre - Margarida Pinto - Maria João - Xana    |

### Voz Masculina Nacional
| Ano  | Vencedores     | Nomeados                                                                   |
| ---- | -------------- | -------------------------------------------------------------------------- |
| 1994 | Janita Salomé  | - Adolfo Luxúria Canibal - Miguel Ângelo - Nuno Guerreiro - Paulo Bragança |
| 1995 | Paulo Gonzo    | - Darin Pappas - João Peste - Nuno Guerreiro - Olavo Bilac                 |
| 1996 | Paulo Bragança | - Miguel Ângelo - Nuno Guerreiro - Olvao Bilac - Sam                       |
| 1997 | João Afonso    | - Adolfo Luxúria Caníbal - Darin Pappas - Sérgio Godinho - Tim             |
| 1999 | Manuel Cruz    | - João Afonoso - Nuno Guerreiro - Pacman - Vitorino                        |
| 2000 | Camané         | - David Fonseca - JP Simões - Miguel Guedes - Nuno Guerreiro               |

### Artista Nacional
| Ano  | Vencedores      | Nomeados                                                     |
| ---- | --------------- | ------------------------------------------------------------ |
| 1994 | Pedro Abrunhosa | - General D - Mário Laginha - Né Ladeiras - Xana             |
| 1995 | General D       | - Dulce Pontes - Maria João - Paulo Gonzo - Rodrigo Leão     |
| 1996 | Pedro Abrunhosa | - Dulce Pontes - Maria João - Nuno Rebelo - Rodrigo Leão     |
| 1997 | Sérgio Godinho  | - Alex FX - Amália Rodrigues - General D - João Afonso       |
| 1999 | Maria João      | - Dulce Pontes - Mafalda Arnauth - Mário Laginha - Mísia     |
| 2000 | Rodrigo Leão    | - António Chainho - Camané - Carlos Paredes - Sérgio Godinho |
| 2001 | Jorge Palma     |                                                              |

### Grupo Nacional
| Ano  | Vencedores          | Nomeados                                                                   |
| ---- | ------------------- | -------------------------------------------------------------------------- |
| 1994 | Madredeus           | - Braindead - Despe e Siga - Mão Morta - Underground Sound of Lisbon       |
| 1995 | Da Weasel           | - Cool Hipnoise - Gaiteiros de Lisboa - Kussondulola - Xutos & Pontapés    |
| 1996 | Três Tristes Tigres | - Blind Zero - Delfins - Primitive Reason - Rio Grande                     |
| 1997 | Xutos & Pontapés    | - Blasted Mechanism - Clã - Cool Hipnoise - Ithaka                         |
| 1999 | Ornatos Violeta     | - Da Weasel - Raindogs - Santos & Pecadores - Sétima Legião                |
| 2000 | Clã                 | - Belle Chase Hotel - Maria João & Mário Laginha - Rádio Macau - Silence 4 |
| 2001 | Mão Morta           |                                                                            |

### Álbum Nacional
| Ano  | Vencedores                                    | Nomeados |
| ---- | --------------------------------------------- | --- |
| 1994 | Pedro Abrunhosa e Bandemónio - Viagens        | - Madredeus - O Espírito da Paz - Né Ladeiras - Traz os Montes - Filhos da Madrugada cantam José Afonso - Rapública                                           |
| 1995 | Xutos & Pontapés - Ao Vivo na Antena 3        | - Da Weasel - Dou-lhe Com A Alma - Gaiteiros de Lisboa - Invasões Bárbaras - Ithaka - Flowers and The Color of Paint - Pop Dell'Arte - Sex Symbol             |
| 1996 | Três Tristes Tigres - Guia Espiritual         | - Pedro Abrunhosa e Bandemónio - Tempo - Primitive Reason - Alternative Prison - Rio Grande - Rio Grande - Rodrigo Leão & Vox Ensemble - Theatrum             |
| 1997 | Cool Hipnoise - Missão Groove                 | - Gaiteiros de Lisboa - Bocas do Inferno - Ithaka - Stellafly - Sérgio Godinho - Domingo no Mundo - Xutos & Pontapés - Dados Viciados                         |
| 1999 | Ornatos Violeta - O Monstro Precisa de Amigos | - Da Weasel - Iniciação a Uma Vida Banal - O Manual - Maria João & Mário Laginha - Lobos, Raposas e Coiotes - Raindogs - From Today - Sara Tavares - Mi Ma Bô |
| 2000 | Clã - Lustro                                  | - Belle Chase Hotel - La Toilette des Étoiles - Rodrigo Leão - Alma Mater - Sérgio Godinho - Lupa - Silence 4 - Only Pain Is Real                             |
| 2001 | Mão Morta - Primavera de Destroços            | |

### Canção Nacional do Ano
| Ano  | Vencedores         |
| ---- | ------------------ |
| 1995 | Santos & Pecadores |

### Prémio Carreira
| Ano  | Vencedores        |
| ---- | ----------------- |
| 1994 | Xutos & Pontapés  |
| 1995 | Sérgio Godinho    |
| 1996 | Carlos Paredes    |
| 1997 | José Mário Branco |
| 1999 | Rui Veloso        |

### Xunga do Ano
| Ano  | Vencedores |
| ---- | ---------- |
| 1995 | Iran Costa |

### Voz Feminina Internacional
| Ano  | Vencedores |
| ---- | ---------- |
| 1995 | Björk      |

### Voz Masculina Internacional
| Ano  | Vencedores  |
| ---- | ----------- |
| 1995 | David Bowie |

### Grupo Internacional
| Ano  | Vencedores            |
| ---- | --------------------- |
| 1995 | The Smashing Pumpkins |
| 2000 | Radiohead             |

### Revelação Internacional
| Ano  | Vencedores | Nomeados                           |
| ---- | ---------- | ---------------------------------- |
| 1995 | Garbage    | - Alanis Morissette - Foo Fighters |

### Melhor Canção Internacional
| Ano  | Vencedores                          |
| ---- | ----------------------------------- |
| 1995 | Bon Jovi - "Something For The Pain" |

### Herói do Ano
| Ano  | Vencedores    |
| ---- | ------------- |
| 1995 | Yitzhak Rabin |